# Tomorrow Never Knows
"Tomorrow Never Knows" é uma canção da banda inglesa de rock The Beatles, composta originalmente por John Lennon e creditada à dupla Lennon/McCartney. Embora tenha sido a primeira canção a ser gravada para o álbum Revolver, lançado em 1966, é a última faixa do disco e é considerada a mais psicodélica faixa gravada pelo grupo até então.
Marcou uma mudança radical para a sonoridade da banda (que causou estranheza aos fãs da banda num primeiro momento) e passou a explorar todo potencial da gravação em estúdio, sem nenhuma preocupação de reproduzir o resultado em concertos. Muitos dos efeitos e truques de estúdio utilizados nela eram até então inéditos pra época. O uso de loops com  fitas de áudio, levantando manualmente a cabeça de apagamento e gravando faixas umas por cima da outra, foi encorajada por McCartney. A fita também podia ter a velocidade aumentada e diminuída. Cada membro da banda gravou seus próprios loops, fornecendo por volta de 30 no total e coube ao produtor George Martin selecionar 16 loops com 6 segundos cada para uso na canção.